# 藤原常嗣
藤原 常嗣（ふじわら の つねつぐ）は、平安時代初期から前期にかけての公卿。藤原北家、中納言・藤原葛野麻呂の七男。官位は従三位・参議。

## 経歴
嵯峨朝の弘仁9年（818年）正月に昇殿を許されるが、同年11月に父の葛野麻呂が没する。のち、右京少進・式部大丞等を経て、弘仁14年（823年）従五位下・右少弁に叙任される。
淳和朝では、式部少輔を務める傍ら、天長3年（826年）従五位上、天長5年（828年）正五位下と順調に昇進する。天長7年（830年）正月に刑部少輔に左遷されるが、8月には蔵人頭に抜擢、天長8年（831年）には従四位下・参議に叙任され公卿に列す。また、議政官として勘解由長官・右大弁を兼ねた。なお、この間『令義解』の編纂にも携わっている。
仁明朝に入ると、天長10年（833年）従四位上に叙せられ、承和元年（834年）にはかつて父・葛野麻呂も任ぜられた遣唐大使に任じられる。父子二代続けて大使に任命されたことについて「唯一門而已」（唯一門のみ）と評された。しかし、承和3年（836年）・承和4年（837年）と二度に亘り渡航に失敗、この間に左大弁・大宰権帥に任じられ、正四位下に叙せられている。
承和5年（838年）三度目の渡航の際、それまでの渡航失敗により乗船であった第1船が破損していたために、遣唐副使・小野篁の乗船する予定であった第2船に乗り換えようとした事から篁と対立、篁は病気を理由に渡航を拒否してしまう。結局、三度目の渡航は成功するが、この渡航は悲惨を極め、その様子が同行した円仁の『入唐求法巡礼行記』に記されている。承和6年（839年）常嗣は長安で文宗に拝謁したのち、新たに新羅船を手配し、8月に帰国する。なお、これが実際に渡海した最後の遣唐使となった。
同年9月渡海の労により従三位に昇叙されるが、承和7年（840年）4月23日に薨去。享年45。最終官位は参議左大弁従三位。

## 人物
若い頃より大学で学び、『史記』や『漢書』を読み漁り『文選』を暗誦した。作文を好み、隷書が得意であった。生まれつき物事を見通して取り仕切る才覚があり、また、礼式に適った挙措動作は称賛に値した。
遣唐大使を務めた際には、円仁の天台山留学のために奔走した事が知られる一方で、副使の小野篁のみならず、知乗船事の伴有仁ら4名も乗船を拒否して処罰を受けている事、さらには帰国時にも渡航ルートを巡って准判官の長岑高名と対立して高名の主張に敗れる等トラブルが続発しており、常嗣の判断能力や統率力の欠如を指摘する見解もある。
『経国集』に漢詩作品が採録されている。

## 官歴
注記のないものは『六国史』による。
- 弘仁9年（818年） 正月：昇殿[6]
- 弘仁11年（820年） 2月：右京少進[6]
- 弘仁12年（821年） 正月：蔵人[6]
- 弘仁13年（822年） 日付不詳：式部大丞[6]
- 時期不詳：正六位上
- 弘仁14年（823年） 正月7日：従五位下。正月11日：下野守[6]。3月21日：山城介[6]。4月18日：春宮亮（春宮・正良親王）[6]。9月16日：右少弁[6]
- 天長元年（824年） 4月9日：式部少輔、止弁[6]。9月20日：勘解由次官
- 天長3年（826年） 正月7日：従五位上
- 天長5年（828年） 正月7日：正五位下
- 天長7年（830年） 正月22日：刑部少輔（座事左遷）[6]。8月：蔵人頭[6]。9月20日：兼勘解由次官
- 天長8年（831年） 正月4日：従四位下（越階）。正月23日：勘解由長官[6]。7月11日：参議、勘解由長官如元[6]
- 天長9年（832年） 正月11日：兼下野守[6]。11月7日：兼右大弁、長官如元[6]
- 天長10年（833年） 11月18日：従四位上
- 承和元年（834年） 正月12日：兼相模守。正月19日：遣唐大使。5月13日：備中権守。7月1日：近江権守
- 承和2年（835年） 12月25日：兼左大弁、近江守如故
- 承和3年（836年） 正月7日：正四位下
- 承和4年（836年） 2月13日：大宰権帥
- 承和6年（839年） 9月28日：従三位
- 承和7年（840年） 4月23日：薨去（参議左大弁従三位）

## 系譜
注記のないものは『尊卑分脈』による。
- 父：藤原葛野麻呂
- 母：菅野浄子[7]（菅野池成の娘）
- 妻：藤原緒嗣の娘
  - 男子：藤原興邦（821-863）
  - 男子：藤原文弘
- 妻：伴真臣の娘
  - 男子：藤原葛覧